# C3H3Cl3O
化学式C3H3Cl3O（摩尔质量：161.41 g/mol）有多个同分异构体：
- 1,1,1-三氯丙酮，CAS号：918-00-3
- 1,1,3-三氯丙酮，CAS号：921-03-9
- 三氯甲基环氧乙烷，CAS号：3083-23-6
- 2,2-二氯丙酰氯，CAS号：26073-26-7

|  | 这个同类索引页列出了具有相同分子式的化学物（即同分異構體）条目。 除非您是有意链接至本页，否则应将相应条目的内部链接指向正确的条目。 |